# 센다이시
센다이시(일본어: 仙台市)는 일본 미야기현의 도시이다. 미야기현의 현청 소재지이고, 도호쿠 지방의 중심 도시이다.

## 개요
도호쿠 지방에서 가장 인구가 많은 도시이며, 일본에서도 12번째로 많다. 도시권으로 볼 경우 일본 7대 도시권 중 하나인 센다이 도시권의 중심 도시이다. 또한 도쿄 이북에서 삿포로시에 이어 두 번째로 큰 도시이다. 1989년에 정령지정도시로 지정되었다. 행정 구역은 동서로 길고 태평양 연안에서 야마가타현과의 경계선인 오우산맥(奥羽山脈)의 해발 1,000m를 넘는 산까지 이어지고 있다. 이는 정령지정도시 승격을 위해 1987년~1988년 사이에 주변의 자치단체를 편입했기 때문이며, 산림도 많기 때문에 인구 밀도는 1,309.08명/km2로 정령지정도시 중에서 세 번째로 낮다.
1600년 다테 마사무네(伊達政宗)가 센다이성(仙台城)을 세움으로써 구성된 센다이번(仙台藩)은 도호쿠 지방에서 제일 큰 번이 되었고, 메이지 시대 이후에는 도호쿠 지방의 중심 도시로 자리잡게 되었다. 1907년에는 도호쿠 제국 대학(東北帝国大学, 현 도호쿠 대학)이 센다이에 창설되었다.
1960년대 이후에는 공업 항구로 새로 개발된 센다이항을 중심으로 공업 도시로 발전해 왔고, 센다이항은 1995년에 수입촉진지역(FAZ)으로 지정되었다.
센다이시 동부, 즉 1987년~1988년에 주변 자치단체를 편입하기 전의 행정구역은 거의 센다이평야(仙台平野)에 있으며, 거기에 인구도 집중하고 있다. 센다이는 에도 시대에는 번주 다테씨에 의해 풍설을 방지하기 위한 "저택 숲"이 심어져 제2차 세계 대전 후 현재까지도 가로수가 우거져 있으며, "숲의 도시"(杜の都)라는 별명으로도 불린다.

## 지리

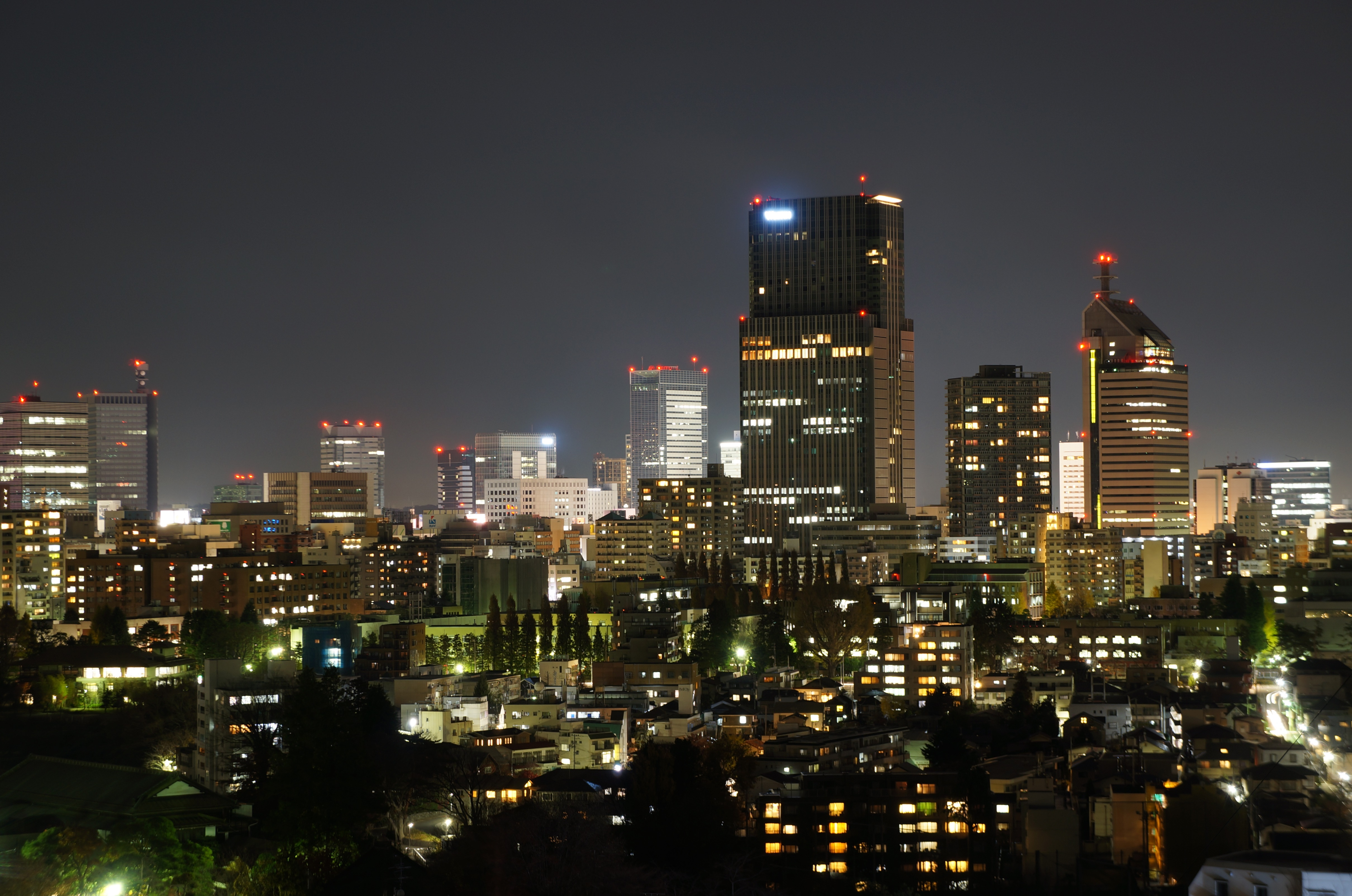
센다이 시가지

### 지형
동쪽으로 태평양(센다이만), 북쪽으로 마쓰시마 구릉, 서쪽으로 오우산맥, 남쪽으로 나토리강과 경계를 접하며 미야기현을 띠 모양으로 횡단한다. 히로세강이 도시를 관통해 흐르고 있다. 해안에서 나가마치-리후선 단층대까지가 지질적으로는 새로운 충적평야, 그 서쪽이 충적평야보다 조금 오래된 퇴적암류 대지이며 오우산맥 능선 근처는 신생대에 분출한 화산암으로 되어 있다. 후나가타산, 다이토다케, 가무로타케 등은 모두 50~150만 년 전에 분화한 화산이다.
센다이시는 오우산맥을 사이에 두고 야마가타현 야마가타시와 접하고 있다. 도도부현청 소재지끼리 인접하는 예로는 이밖에도 교토시와 오쓰시, 후쿠오카시와 사가시가 있다.
2011년 센다이 인근에서 초대형 지진이 발생했다. 센다이 지진 혹은 동일본 대지진이라고도 부른다. 자세한 내용은 도호쿠 지방 태평양 해역 지진 참조.

### 기후
시가지는 태평양에 열려 있는 평야에 위치하고 기후 구분으로는 태평양측 기후 산리쿠형 기후구로 분류된다. 바다와 가깝고 맑은 날이 많기 때문에 겨울은 도호쿠 지방에서도 온난하고 한파는 드물다. 도호쿠 지방의 현청 소재지 중에서 가장 강설량이 적고 적설이 일주일 이상 잔존하는 경우는 적다. 여름은 태평양에서 불어 오는 해풍의 영향으로 기온이 별로 상승하지 않고 무더위·열대야가 적다. 또 안개의 발생 회수가 정령지정도시 중에서 많은 편이다. 장마로 초여름, 추분 전후에는 북동쪽에서 부는 차가운 해풍에 의해 날씨가 흐려져 추워지는 경우가 있다.
연평균 기온은 12.8°C, 연평균 강수량은 1276.7mm, 연평균 일조 시간은 1836.9시간이다. 한여름날과 한겨울날의 합계는 약 20일로 도도부현청 소재지 중에서 가장 적다. 기본적으로 냉량한 해양성 기후로 연교차가 적으며 시 서부에 비교적 높은 산맥이 존재하지 않아 푄 현상이 일어나기 어렵기 때문이다. 그러므로 동해 쪽에 강한 한기가 유입되었을 때는 눈구름이 오우산맥을 넘어 센다이에도 폭설을 내리는 경우가 있다. 1월 평균 최저 기온은 -1.3°C로 기타칸토 평야 지역과 비슷하며 위도로 볼 때 온난한 편이다. 즉 센다이는 극단적으로 덥지도 춥지도 않은 도시라고 할 수 있다.
| 센다이시의 기후                                              | 센다이시의 기후 | 센다이시의 기후 | 센다이시의 기후 | 센다이시의 기후 | 센다이시의 기후 | 센다이시의 기후 | 센다이시의 기후 | 센다이시의 기후 | 센다이시의 기후 | 센다이시의 기후 | 센다이시의 기후 | 센다이시의 기후 | 센다이시의 기후 |
| 월                                                           | 1월             | 2월             | 3월             | 4월             | 5월             | 6월             | 7월             | 8월             | 9월             | 10월            | 11월            | 12월            | 연간            |
| ------------------------------------------------------------ | --------------- | --------------- | --------------- | --------------- | --------------- | --------------- | --------------- | --------------- | --------------- | --------------- | --------------- | --------------- | --------------- |
| 역대 최고 기온 °C (°F)                                       | 17.9 (64.2)     | 20.9 (69.6)     | 24.2 (75.6)     | 29.9 (85.8)     | 33.2 (91.8)     | 35.1 (95.2)     | 36.7 (98.1)     | 37.3 (99.1)     | 36.0 (96.8)     | 29.9 (85.8)     | 24.4 (75.9)     | 21.8 (71.2)     | 37.3 (99.1)     |
| 일평균 최고 기온 °C (°F)                                     | 5.6 (42.1)      | 6.5 (43.7)      | 10.0 (50.0)     | 15.5 (59.9)     | 20.2 (68.4)     | 23.1 (73.6)     | 26.6 (79.9)     | 28.2 (82.8)     | 25.0 (77.0)     | 19.8 (67.6)     | 14.1 (57.4)     | 8.3 (46.9)      | 16.9 (62.4)     |
| 일일 평균 기온 °C (°F)                                       | 2.0 (35.6)      | 2.4 (36.3)      | 5.5 (41.9)      | 10.7 (51.3)     | 15.6 (60.1)     | 19.2 (66.6)     | 22.9 (73.2)     | 24.4 (75.9)     | 21.2 (70.2)     | 15.7 (60.3)     | 9.8 (49.6)      | 4.5 (40.1)      | 12.8 (55.0)     |
| 일평균 최저 기온 °C (°F)                                     | −1.3 (29.7)     | −1.1 (30.0)     | 1.4 (34.5)      | 6.3 (43.3)      | 11.7 (53.1)     | 16.1 (61.0)     | 20.2 (68.4)     | 21.6 (70.9)     | 18.0 (64.4)     | 11.9 (53.4)     | 5.6 (42.1)      | 0.9 (33.6)      | 9.3 (48.7)      |
| 역대 최저 기온 °C (°F)                                       | −11.7 (10.9)    | −11.5 (11.3)    | −8.9 (16.0)     | −5.0 (23.0)     | −0.3 (31.5)     | 5.4 (41.7)      | 9.0 (48.2)      | 12.9 (55.2)     | 5.6 (42.1)      | −0.1 (31.8)     | −5.0 (23.0)     | −10.8 (12.6)    | −11.7 (10.9)    |
| 평균 강수량 mm (인치)                                        | 42.3 (1.67)     | 33.9 (1.33)     | 74.4 (2.93)     | 90.2 (3.55)     | 110.2 (4.34)    | 143.7 (5.66)    | 178.4 (7.02)    | 157.8 (6.21)    | 192.6 (7.58)    | 150.6 (5.93)    | 58.7 (2.31)     | 44.1 (1.74)     | 1,276.7 (50.26) |
| 평균 강설량 cm (인치)                                        | 21 (8.3)        | 18 (7.1)        | 11 (4.3)        | 1 (0.4)         | 0 (0)           | 0 (0)           | 0 (0)           | 0 (0)           | 0 (0)           | 0 (0)           | 0 (0)           | 9 (3.5)         | 59 (23)         |
| 평균 강수일수 (≥ 0.5mm)                                      | 7.6             | 7.2             | 9.1             | 9.2             | 10.2            | 12.3            | 15.5            | 12.7            | 13.0            | 9.6             | 7.4             | 7.9             | 121.7           |
| 평균 강설일수                                                | 20.6            | 17.1            | 11.2            | 1.7             | 0.1             | 0.0             | 0.0             | 0.0             | 0.0             | 0.0             | 1.8             | 13.3            | 65.6            |
| 평균 상대 습도 (%)                                           | 66              | 64              | 61              | 63              | 70              | 79              | 83              | 81              | 78              | 72              | 68              | 68              | 71              |
| 평균 월간 일조시간                                           | 149.0           | 154.7           | 178.6           | 193.7           | 191.9           | 143.7           | 126.3           | 144.5           | 128.0           | 147.0           | 143.4           | 136.3           | 1,836.9         |
| 출처: 일본 기상청 (평년값: 1991년~2020년, 극값: 1927년~현재) |                 |                 |                 |                 |                 |                 |                 |                 |                 |                 |                 |                 |                 |

### 행정 구역
센다이시에는 5개의 행정구가 있다.
- 아오바구(青葉区)
- 미야기노구(宮城野区)
- 와카바야시구(若林区)
- 다이하쿠구(太白区)
- 이즈미구(泉区)

## 역사
센다이 지역에 사람이 살기 시작한 것은 약 2만 년 전부터이지만 도시로서의 역사가 시작된 것은 1600년에 다테 마사무네가 센다이에 입성하면서부터이다.
마사무네는 예전의 근거지였던 이와데야마를 별로 좋아하지 않았다. 이와데야마는 그의 영토의 북쪽에 있었고 에도(현재의 도쿄)로의 접근이 어려웠다. 센다이는 에도로 가는 길목에 있고 바다 근처에 있어 새로운 근거지로 이상적인 위치였다. 도쿠가와 이에야스는 세키가하라 전투 이후 센다이의 아오바산에 새로운 성을 축성하는 것을 허락하였다. 아오바산은 과거 센다이 지역 통치자의 성이 있던 곳이었다.
이 무렵에 센다이는 아오바산 근처에 있던 절에 있던 천 개의 불상 때문에 "千代"라는 한자 표기를 사용했다. 마사무네는 이것을 "仙臺"로 바꿨다가 다시 '신선의 누대'라는 뜻의 "仙台"로 바꿨다. 이 이름은 중국의 한 시인이 전한 문제가 세운 궁전을 신화의 장소인 쿤룬산맥에 비유해 찬양한 데에서 유래하였다. 이것은 마사무네가 산 속의 성에서 불멸의 신선으로 살기를 원했음을 보여준다. 마사무네는 1600년 12월에 센다이성의 축성을, 1601년에 센다이 성시(조카마치)의 건설을 명령했다. 현재 센다이 도심 지역의 격자형 도로는 그의 계획을 기초로 한 것이다.
1889년 4월 1일 정촌제 시행으로 센다이시가 성립하였다. 이때 도시 면적은 17.45km2였고 인구는 86,000명이었다. 그러나 1928년부터 1998년까지 7차례의 행정구역 합병을 거치면서 확장되었다. 1989년 4월 1일에 정령지정도시가 되었고 1999년에 인구가 100만 명을 넘어섰다.
센다이는 많은 나무와 식물 덕분에 일본에서 가장 자연이 풍부한 도시로 여겨지고 있다. 과거 센다이번이 주민들에게 나무 심기를 장려했기 때문에 센다이는 제2차 세계 대전 이전부터 "나무의 도시"로 알려져 있었다. 2차 대전 당시 공습으로 녹지가 많이 파괴되었고 전후의 도시 복구와 개발로 더욱 손실되었으나 도시 녹지를 복원하려는 막대한 노력 덕분에 여전히 그 명성을 유지하고 있다.

## 인구
2005년 기준 도시의 추정 인구는 1,028,214명이었고 인구밀도는 km2당 1,304.69명이었으며 총면적은 788.09 km2이었다. 시민의 대부분은 기차역, 지하철역과 가까운 도시 지역에 살고 있다. 2000년 인구조사 결과 도시 인구의 88.5%(892,252명)가 면적의 16.6%에 해당하는 129.69 km2 내에 살고 있음이 밝혀졌다. 이 지역의 인구 밀도는 km2당 6,879.9명으로 이 무렵 시 전체의 인구 밀도인 1,286.6명의 5배가 넘었다. 센다이에는 약 1만 명의 외국인이 살고 있다.
2005년에 센다이에는 444,514세대가 살고 있었다. 세대당 평균 가족 수는 약 2.31명이었다. 1인 가정의 증가로 세대당 가족 수는 해마다 줄어들고 있다. 센다이에는 다른 연령대보다 50대 초반과 20대, 30대 초반이 많다. 이는 일본의 1,2차 베이비붐과 대학생 때문이다. 센다이의 평균 연령은 38.4세로 일본의 다른 도시들에 비해 젊은 편에 속한다.

## 경제
센다이는 도호쿠 지방의 경제 중심지로 지역 내 교통과 물류의 거점으로 기능하고 있다. 도시의 경제는 주로 소매업과 서비스업에 의존하고 있으며 두 부문은 고용의 3분의 2, 설비의 절반을 차지한다.
센다이는 이곳에 본사를 둔 주요 기업이 아주 적기 때문에 일본 내에서 자주 '지점 경제'의 사례로 언급된다. 다양한 기관들이 이러한 문제를 해결하기 위해 협력하고 있으며 그 중심에 과학과 기술로 유명한 도호쿠 대학이 있다. 센다이 핀란드 웰빙센터와 같은 세간의 이목을 끄는 프로젝트가 진행되고 있지만 아직 도시의 경제와 고용에 눈에 띌 만한 성과를 보여주고 있지는 못하다.

## 인구
| 연도 | 인구      | ±%     |
| ---- | --------- | ------ |
| 1920 | 190,013   | —      |
| 1930 | 252,017   | +32.6% |
| 1940 | 284,132   | +12.7% |
| 1950 | 380,217   | +33.8% |
| 1960 | 459,876   | +21.0% |
| 1970 | 598,850   | +30.2% |
| 1980 | 792,036   | +32.3% |
| 1990 | 918,398   | +16.0% |
| 2000 | 1,008,130 | +9.8%  |
| 2010 | 1,045,913 | +3.7%  |

## 교육

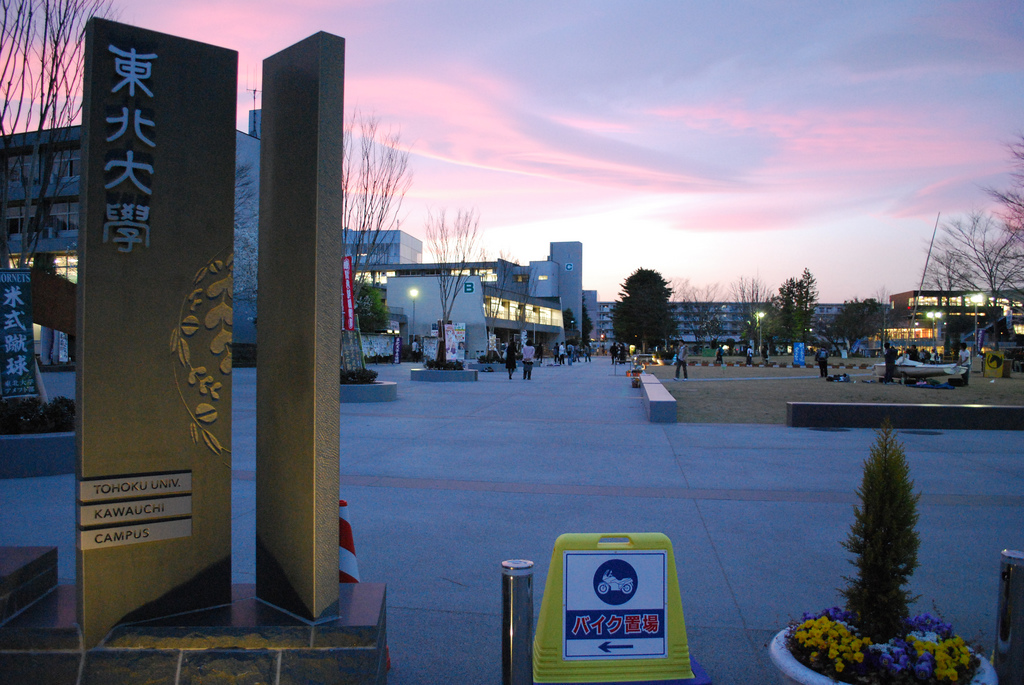
도호쿠 대학(가와우치 캠퍼스)

센다이는 많은 대학과 학생 때문에 때때로 "학도"(学都)로 불린다.
- 도호쿠 대학 - 도시 고등교육의 중심지로 일본에서 재료 공학의 선도 주자로 알려져 있다.
- 도호쿠 가쿠인 대학
- 도호쿠 가쿠인 여자대학
- 미야기 교육대학
- 도호쿠 복지대학

## 교통

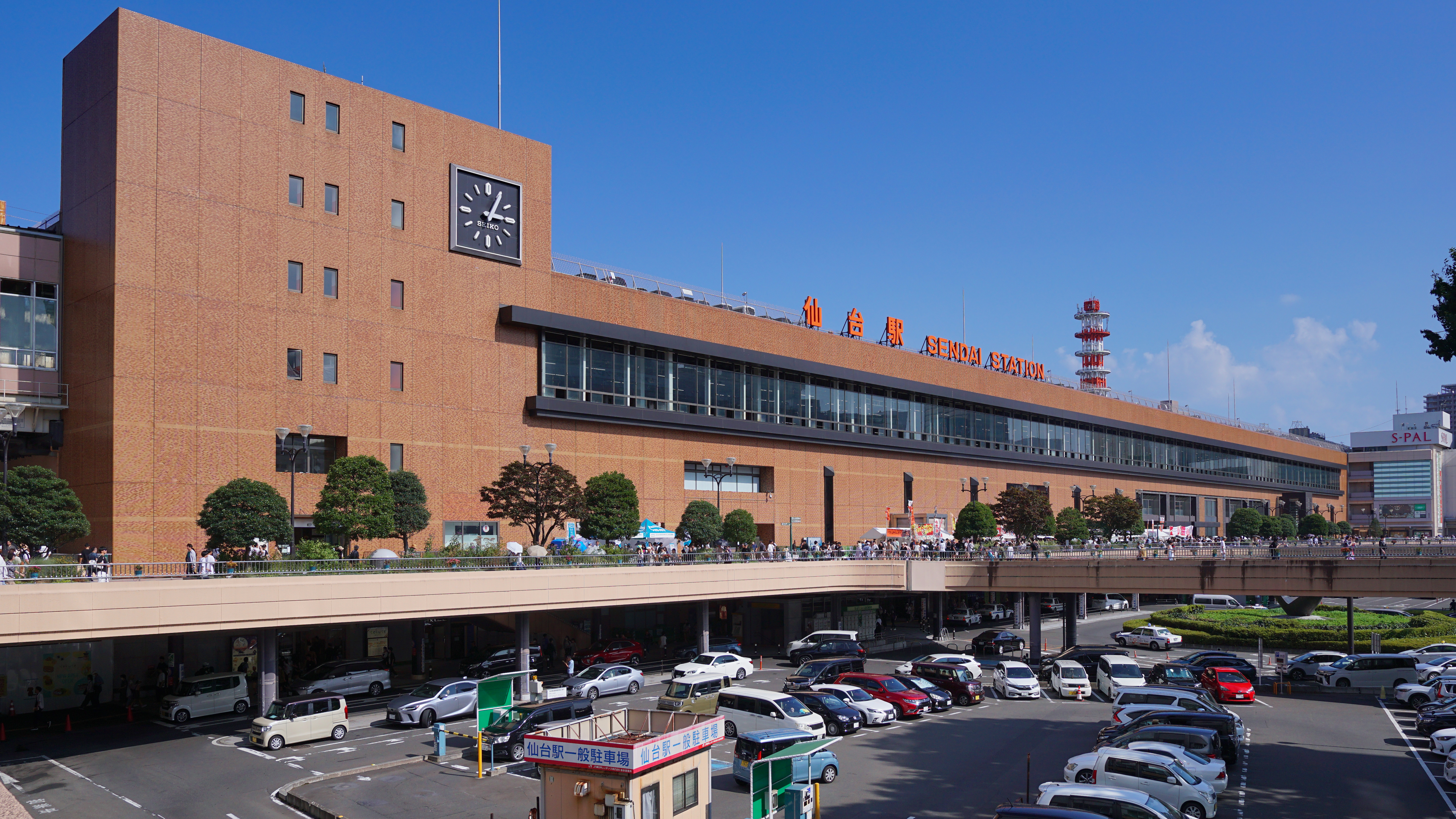
센다이역

### 공항
- 센다이 공항

### 철도
- 동일본 여객철도(JR 동일본)
  - 도호쿠 신칸센
  - 도호쿠 본선
  - 조반선
  - 센다이 공항 액세스선
  - 센잔선
  - 센세키선
- 센다이시 교통국(센다이시 지하철)
  - 난보쿠선
  - 도자이선

### 도로
고속도로
- 도호쿠 자동차도
- 산리쿠 자동차도
- 센다이 동부도로
- 센다이 남부도로
- 조반 자동차도

국도
- 국도 4호선
- 국도 6호선
- 국도 45호선
- 국도 48호선
- 국도 286호선
- 국도 457호선

### 노선 버스
- 센다이시 교통국(센다이 시영 버스) - 주로 아오바구, 미야기노구, 와카바야시구를 중심으로 운행한다.
- 미야기 교통 - 다이하쿠구, 이즈미구를 중심으로 운행한다.
- 아야시 관광 버스
- 야마코 버스

## 스포츠

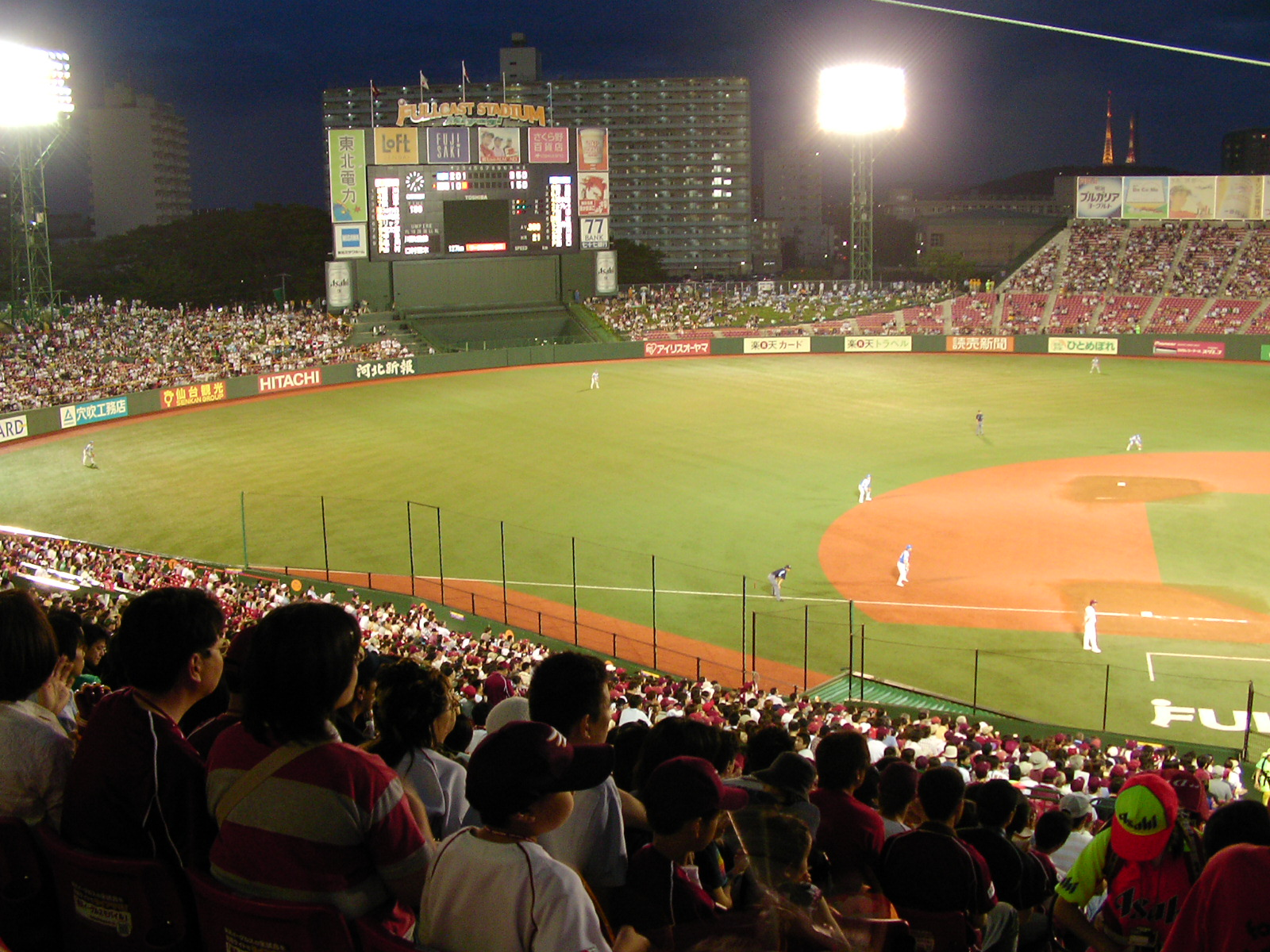
미야기 구장

- 축구 - 베갈타 센다이
- 야구 - 도호쿠 라쿠텐 골든이글스
- 농구 - 센다이 89ERS

## 대중 문화
- 간나기

## 자매 도시
- 대한민국 광주광역시
- 미국 리버사이드
- 프랑스 렌
- 멕시코 아카풀코
- 벨라루스 민스크
- 미국 댈러스
- 중화인민공화국 창춘시
- 핀란드 오울루

## 같이 보기
- 센다이번
- 분류:다테 가문
- 우와지마시: 센다이번의 분가